# Расцвет (Краснодарский край)
Расцвет — посёлок в Кавказском районе Краснодарского края.
Входит в состав Мирского сельского поселения.

## География

### Улицы
- ул. Лермонтова.

ул.Пушкина
ул.Чехова
ул.Школьная

## История
Поселок возник в процессе увеличения совхоза "Кавказ", был заселен жителями Кавказского района, Тбилисского района (ст.Ловлинская). В совхозе "Кавказ" поселок имел обозначение - отделение №4. Имел большой ассортимент сельскохозяйственной техники (НИВА, ДОН, МТЗ, Кировец и т.д.), животноводческую ферму, школу (8 классов), детский сад, культурно-досуговый центр (клуб). Трудовой коллектив отделения №4, в период с 1993 по 1999 года, не раз являлся рекордсменом, в Кавказском районе, по сбору зерновых культур.Управляющими отделения были -Лазо К.И..Суханов М.М., Зимин А.И.  Котелевец А.И. ,Паутов А.П., Слухов А.Н.
Уроженцем п.Расцвет был Стремоухов Алексей Васильевич - доктор юридических наук, профессор, почётный работник высшего профессионального образования Российской Федерации, профессор кафедры отраслей права Санкт-Петербургского гуманитарного университета профсоюзов.

## Население
| 2002 | 2010 |
| ---- | ---- |
| 526  | ↘368 |